# Albert Burkart
Albert Burkart (* 15. April 1898 in Riedlingen; † 7. März 1982 in München) war ein deutscher Maler. Sein künstlerisches Werk ging vom Stil der Neuen Sachlichkeit um 1925 aus.

## Leben
Burkart wuchs im oberschwäbischen Riedlingen auf. Er studierte 1916 an der Königlichen Akademie der Bildenden Künste München bei Peter Halm und wegen der Unterbrechung durch die Einberufung zum Wehrdienst an der Westfront 1919 bis 1921 an der Staatlichen Akademie der Bildenden Künste Stuttgart bei Christian Landenberger weiter. Von 1921 bis 1926 setzte er seine Ausbildung an der Kunstgewerbeschule München bei Adolf Schinnerer fort.
Burkart begann 1925 als freier Maler in München zu arbeiten. In den folgenden Jahren entstanden von ihm Bilder und grafische Blätter für die Jahresausstellungen in München und die Galerien Heinemann und Tannhäuser. Auch für Münchner Verlage, unter anderem für die Zeitschrift Die Jugend war er tätig. Der bayerische Staat und die Stadt München kauften mehrere Arbeiten von ihm. Er malte und zeichnete Industrielandschaften, Arbeiter, Vorstädte, alte Menschen und Kinder in der Großstadt, bevor er begann, religiöse Bilder, Fresken und Glasfenster zu gestalten und für Kirchen zu arbeiten. Eines seiner ersten religiösen Werke war die monumentale Ausmalung des Chores der Kirche St. Josef in Memmingen. Seine Malerei verbindet sakrale Darstellung mit erzählerischem Reichtum und architektonischer Raumauffassung.
Burkart war Mitglied des Deutschen Künstlerbunds, des Radiervereins München, des Vereins der Buchgewerbekünstler, Leipzig, der Künstlergruppe 27 und der Künstlervereinigung „7 Münchner Maler“. Zu dieser Künstlervereinigung zählten neben Burkart noch die in München lebenden Franz Doll, Günther Graßmann, Wilhelm Maxon, Otto Nückel, Walter Schulz-Matan sowie Karl Zerbe. Die Vereinigung existierte zwischen 1930 und 1937. In der Zeit des Nationalsozialismus war Burkart Mitglied der Reichskammer der bildenden Künste. Für diese Zeit ist seine Teilnahme an elf großen Ausstellungen sicher belegt.
Die kirchlichen Arbeiten nach 1933 seien aus einer katholischen Opposition zum Nationalsozialismus entstanden. Andererseits hat Burkart 1939 einen Auftrag zur Ausmalung des Fahnensaals der Kriegsschule in Fürstenfeldbruck mit einem Nibelungenzyklus angenommen. und zeigte er 1944 auf der Ausstellung „Deutsche Künstler und die SS“ in Breslau und anschließend im Juli in Salzburg das Bild Kampf in Etzels Saal.
Von 1949 bis 1963 war er Professor, von 1956 bis 1958 Direktor der Staatlichen Hochschule für Bildende Künste – Städelschule in Frankfurt am Main. Dort unterrichtete er die Klasse für figurale Malerei, Wandmalerei und Glasmalerei und übernahm das Seminar Malerei im Raum. Nach seiner Pensionierung 1963 kehrte er als freier Maler nach München zurück. Das seit 1937 ausgeübte Ehrenamt als zweiter Vorsitzender der Deutschen Gesellschaft für christliche Kunst in München, das er von 1960 bis 1964 ruhen gelassen hatte, gab er 1970 auf.
Nach Rainer Zimmermann wird Albert Burkart kunsthistorisch der Verschollenen Generation und dem Expressiven Realismus zugerechnet.

## Ehrungen
- 1969: Päpstlicher Silvesterorden mit Komturkreuz
- 1969: Großes Verdienstkreuz der Bundesrepublik Deutschland
- 1981: Gebhard-Fugel-Kunstpreis der Deutschen Gesellschaft für christliche Kunst, Ehrenbürgerrecht der Stadt Riedlingen
- Anlässlich seines 100. Geburtstages wurde die Albert-Burkart-Stiftung ins Leben gerufen, die alle zwei Jahre einen Kunstförderpreis für Schüler der Riedlinger Schulen vergibt.

## Werke (Auswahl)
- Fresken in St. Josef zu Memmingen
- Fresken in St. Martin zu Leutkirch
- Fresken in St. Josef zu Passau: Chor 1931, Kreuzweg 1935
- Fresken im Fahnensaal der Luftkriegsschule 4 im ehemaligen Fliegerhorst Fürstenfeldbruck, 1939
- Vorlagen zu den Glasfenstern in Zu den heiligen Engeln in München (Giesing), 1955